# سعد القرش
روائي وصحفي مصري. عمل رئيس تحرير لمجلة الهلال (2014 ـ 2017). مما صدر له في الرواية: ثلاثية أوزير (أول النهار، ليل أوزير، وشم وحيد)، باب السفينة، والمايسترو؛ في أدب الرحلة: سبع سماوات؛ وأيضاً كتاب الثورة الآن.

## كتب
صدر له مجموعة من الكتب مثل:
| اسم الكتاب                                                        | الناشر                                                | سنة النشر | عدد الصفحات | ردمك ISBN            |
| ----------------------------------------------------------------- | ----------------------------------------------------- | --------- | ----------- | -------------------- |
| حديث الجنود                                                       |                                                       | 2008      | 120         |                      |
| باب السفينة                                                       |                                                       |           |             |                      |
| المايسترو                                                         | دار العين للنشر                                       | 2020      | 248         | (ردمك 9789774905650) |
| الثورة الآن - يوميات من ميدان التحرير                             | الهيئة العامة لقصور الثقافة. القاهرة - إبداعات الثورة | 2012      | 446         | (ردمك 9789777049566) |
| ثلاثية أوزير(أول النهار)                                          | الدار المصرية اللبنانية                               | 2005      | 303         |                      |
| ثلاثية أوزير(ليل أوزير)                                           | الدار المصرية اللبنانية                               | 2008      | 254         |                      |
| ثلاثية أوزير(وشم وحيد)                                            | الدار المصرية اللبنانية                               | 2011      | 182         | (ردمك 9789774276882) |
| سنة أولى إخوان .. وقائع وشهادة على 369 يوما قبل اختفاء التنظيم    | الدار المصرية اللبنانية                               | 2014      |             |                      |
| أيام الفيس بوك                                                    | الهيئة المصرية العامة للكتاب                          | 2012      | 242         | (ردمك 6221149024762) |
| سبع سماوات (رحلات في الجزائر والعراق والهند والمغرب وهولندا ومصر) | دار العين للنشر                                       | 2014      | 228         | (ردمك 9789774902949) |
| شجرة الخلد                                                        | الهيئة المصرية العامة للكتاب                          | 2008      | 96          |                      |

## مقالات
له أيضاً عدة مقالات منشورة، منها:
- بهاء طاهر.. ساحر أنضج مشروعه على مهل[13]
- هل زورت الحملة الفرنسية حجر رشيد؟[14]
- فقدان الوعي باللغة وبحقائق العصر.. النكبة مستمرة[15]
- المال الثقافي وصرعة الجوائز الأدبية[16]
- القراءة في منطقة التحدي[17]
- المثقف والطاغية.. مواجهة أم غزل غير عفيف؟[18]
- كم تبعد مصر؟[19]
- البومة العمياء.. «الآخر» أنت[20]